# Gordura visceral
Gordura visceral, também chamada de gordura intra-abdominal, é a expressão usada como nome ao tecido adiposo localizado próximo e fazendo parte das vísceras. A medição de sua quantidade pode ser feita por diferentes métodos como o DEXA. Uma pessoa pode ter concomitantemente uma quantidade de gordura visceral acima da média da população e uma quantidade de gordura subcutânea abaixo da média. 
Há evidências robustas publicadas em artigos científicos de que quanto maior é a quantidade de gordura visceral e menor é a massa muscular de uma pessoa (estimada principalmente pela massa magra), maior tende a ser o risco de ela desenvolver resistência à insulina, diabetes do tipo 2 e doenças cardiovasculares. Apesar disto, ainda não há estudo publicado que tenha investigado a associação (grau de correlação) entre o parâmetro razão gordura visceral:massa muscular com resistência à insulina, nível de LDL e de outros lipídios sanguíneos ou mortalidade.
1. ↑  Moreira, Vanessa C.; Silva, Calliandra M. S.; Welker, Alexis F.; da Silva, Izabel C. R. (19 de abril de 2022).  Balistreri, Carmela R., ed. «Visceral Adipose Tissue Influence on Health Problem Development and Its Relationship with Serum Biochemical Parameters in Middle-Aged and Older Adults: A Literature Review». Journal of Aging Research (em inglês): 1–13. ISSN 2090-2212. doi:10.1155/2022/8350527. Consultado em 18 de agosto de 2022